# Арбатская улица (Коломна)

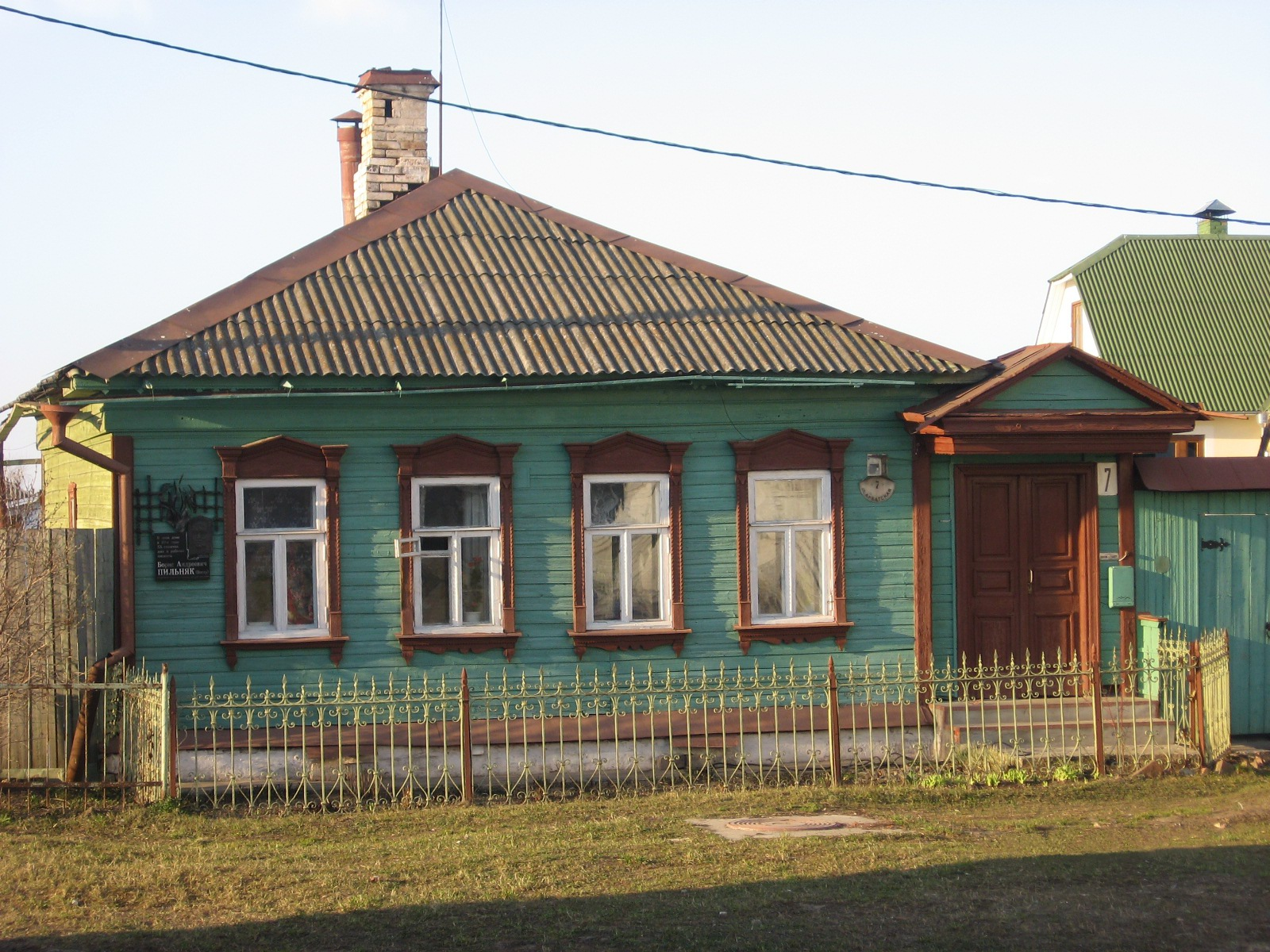
Дом Пильняка в Коломне на улице Арбатской

Арба́тская у́лица — улица в районе Старая Коломна города Коломны. Проходит от проезда Артиллеристов до берега Москвы-реки, пересекает Посадскую и Москворецкую улицы.
Арбатская улица — одна из старейших улиц Коломны. На этой улице жили Петр Артемьевич Сарафьян; Василий Александрович Зайцев; Борис Андреевич Пильняк; Николай Михайлович Ковальский, бывала на этой улице Анна Андреевна Ахматова. Здесь она искала дом, в котором жил Б. А. Пильняк. «Невстреча» писателей отразилась в одном из стихотворений Ахматовой.

## Происхождение названия
Древнее название, происходящее предположительно от арабского слова (араб. ربط‎), означающего «пригород», «предместье», которое с определённым артиклем произносится как аррабат. Название могло быть занесено татарами.

## История
Улица возникла в первой половине XVII века в результате застройки Посада. В 1716 году на средства прихожан на улице выстроена церковь Николы Посадского. Архитектурный облик улицы определяет малоэтажная историческая застройка. Существенный урон был причинён ему в конце 1930-х годов, когда была снесена шатровая колокольня церкви Николы Посадского. Около дома № 9 сохранились старинные отбойные тумбы. В настоящее время на набережной Москвы-реки возводится малоэтажный жилой район.

## Примечательные здания и сооружения
По нечётной стороне:
- № 1 — Дом, в котором жил Петр Артемьевич Сарафьян (заслуженный врач РСФСР, хирург, лауреат ордена Ленина)
- № 7 — Дом, в котором жил Борис Пильняк, обосновавшийся в Коломне с 1913 года. Поселился он в этот дом вскоре после женитьбы в 1917 году, и прожил вплоть до отъезда в Москву в 1924 году. Созданные в этом доме произведения Пильняк отмечал пометкой в конце — «Коломна, Никола-на-посадьях» (в честь расположенного неподалёку храма Николы Посадского).
- № 9 — дом, в котором во времена НЭПа находилась кондитерская Лебедевых.

По чётной стороне:
- № 10 — Дом, в котором жил протоиерей Николай Михайлович Ковальский.
- № 14 — На скамейке около этого дома 16 июля 1936 года Львом Горнунгом была сфотографирована Анна Ахматова во время своего посещения Коломны. В память об этом на доме установлена мемориальная доска со стихами И. Андреевой.
- № 18/20 — Дом Свешникова.

## Транспорт
Трамвай 5, 9, 10: остановки «улица Левшина». Автобус 1: остановка «Военторг».

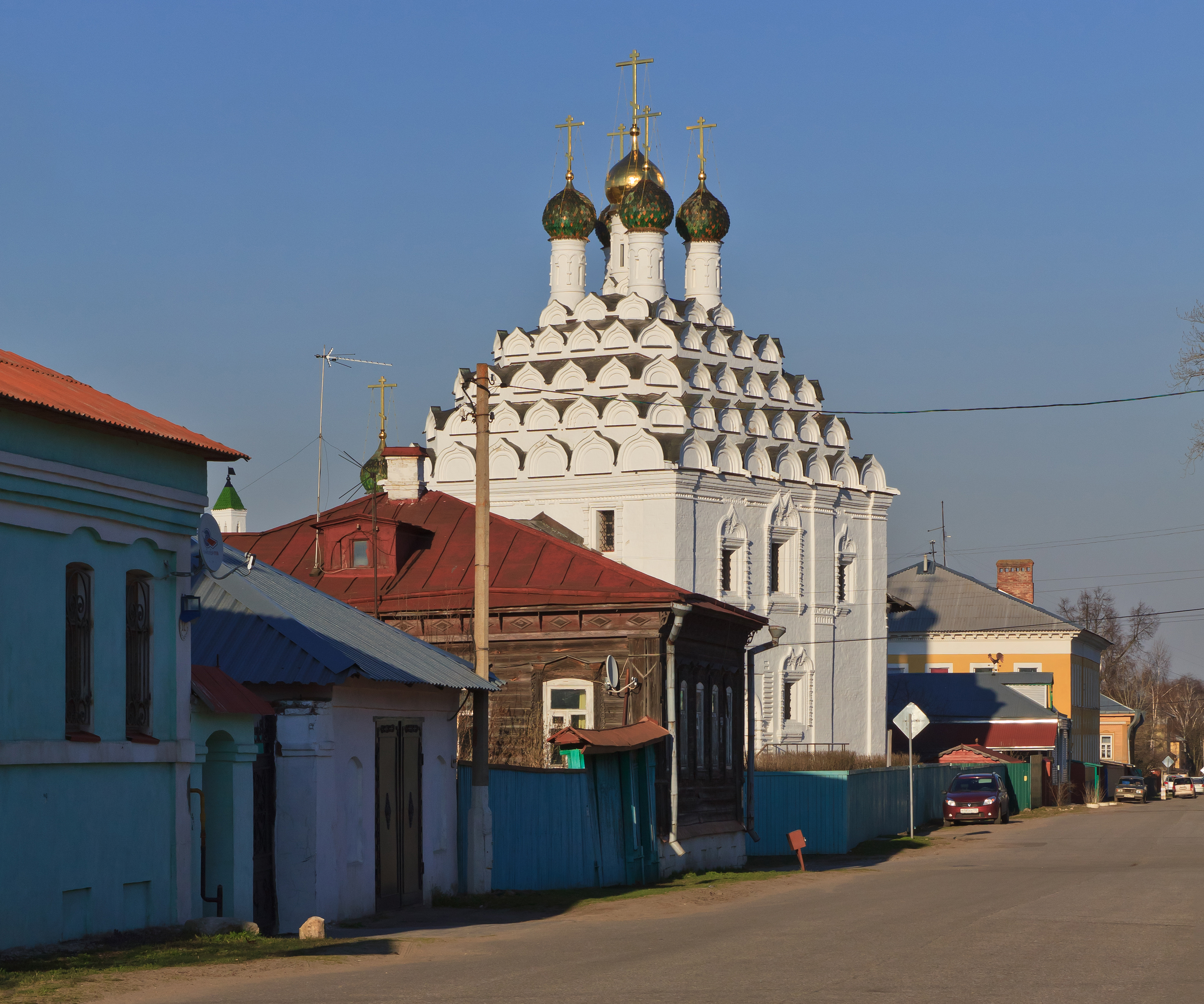
Церковь Николы Посадского на перекрестке Арбатской и Посадской улиц.
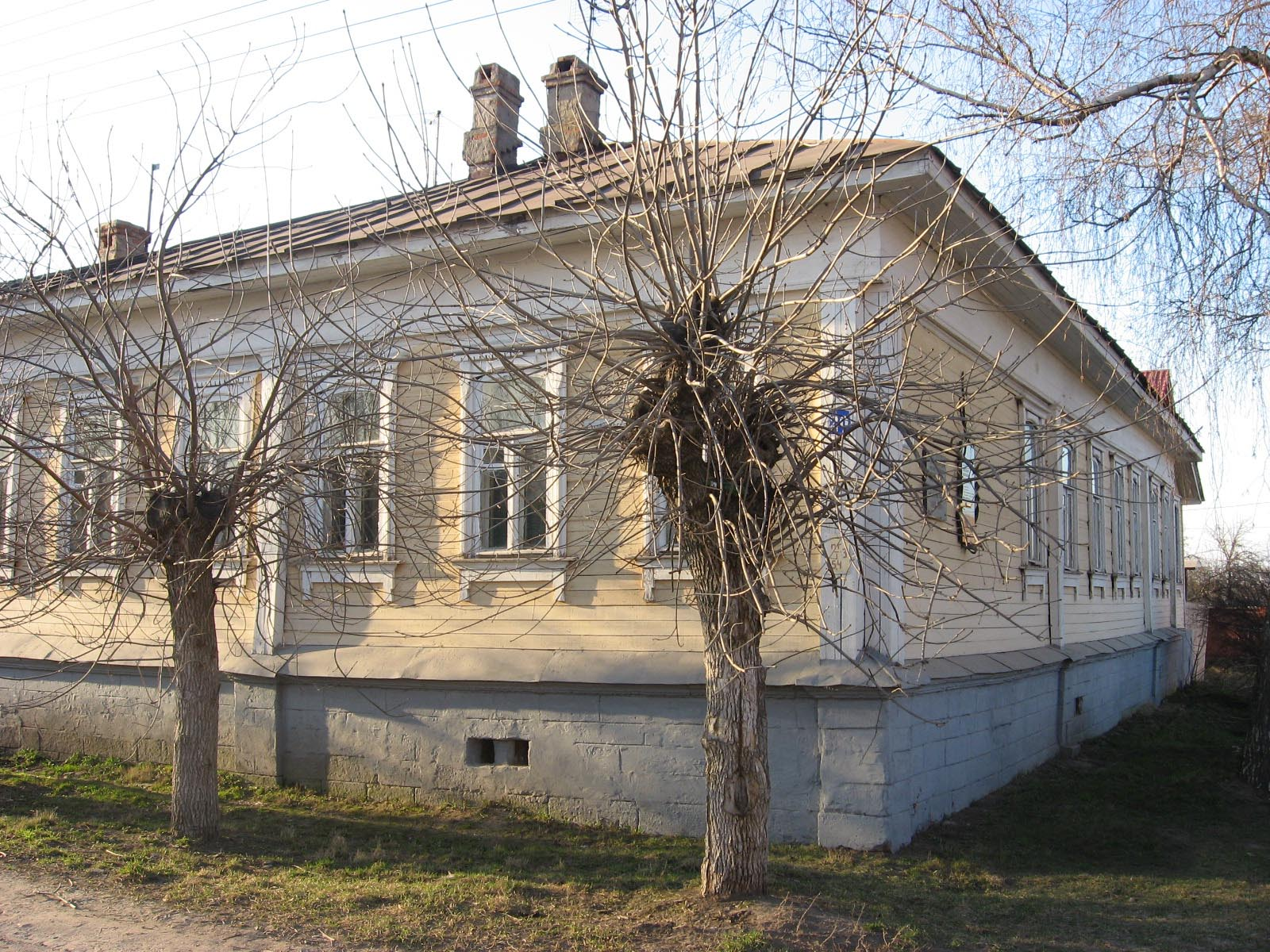
Дом Свешникова в Коломне на углу улиц Арбатской и Москворецкой.
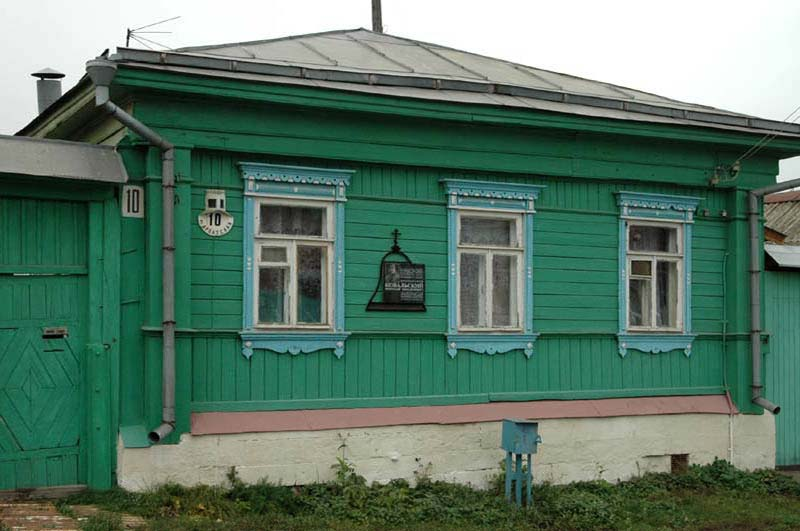
Дом № 10, в котором жил Н. М. Ковальский.
Мемориальная доска в честь А. А. Ахматовой на доме № 14.